# Melionica rubella
Melionica rubella là một loài bướm đêm trong họ Noctuidae.